# Saipani csata
A saipani csata (1944. június 15. – július 9.) az Amerikai Egyesült Államok és a Japán Birodalom között zajlott a második világháborúban, a csendes-óceáni hadszíntéren.

## Előzmények

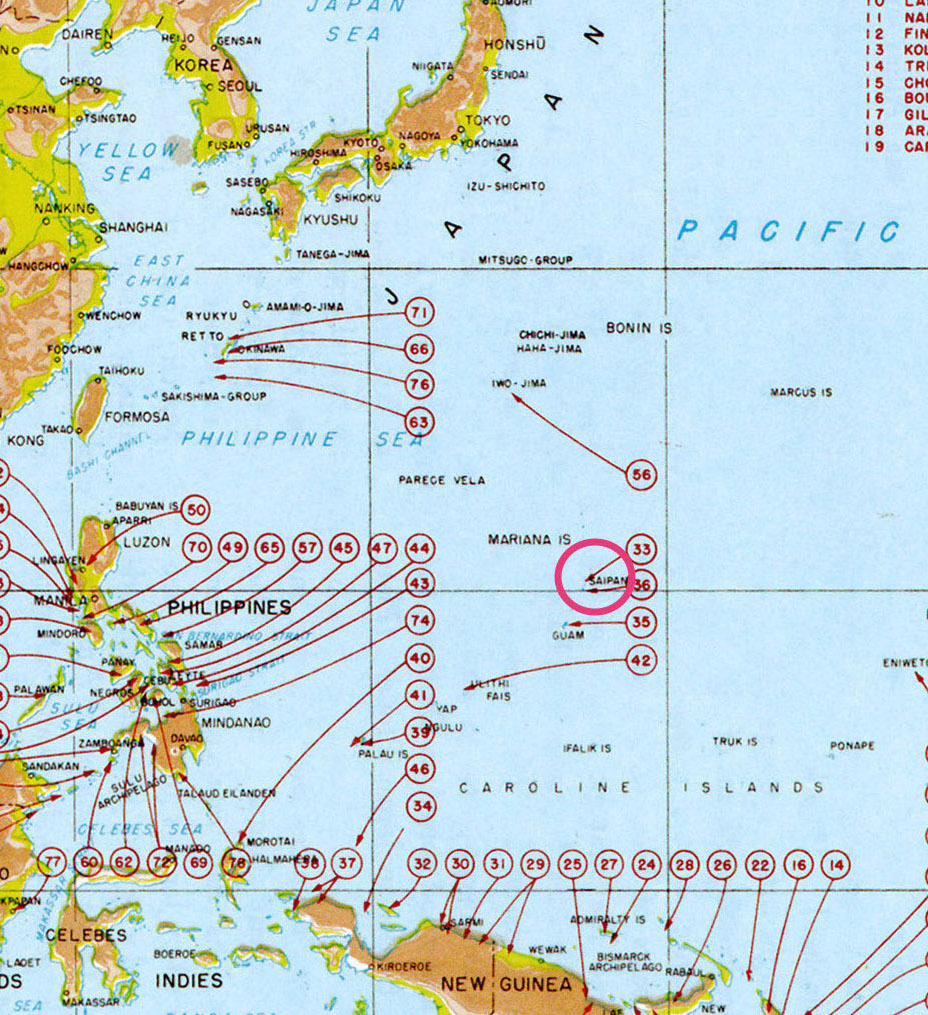
Amerikai inváziók a Csendes-óceánon. A piros kör Saipant jelöli

Az Amerikai Egyesült Államok flottája és hadserege 1943 őszén és 1944 telén megtörte a japánok külső védelmi vonalát a Csendes-óceán középső részén. 1943 novemberében a tengerészgyalogosok elfoglalták Tarawát a Gilbert-szigeteken, majd a hadsereggel együtt megrohanták a Marshall-szigetekhez tartozó Kwajalein- és Eniwetok-atollt.
A következő lépés kiválasztásakor az amerikai hadvezetés több lehetséges célpontot mérlegelt, majd a Mariana-szigeteket választotta közülük a következő csapás helyszínének. Az invázió az Operation Forager (Gyűjtögető hadművelet) kódnevet kapta.
A Mariana-szigetek a japánok belső védelmi vonalának kulcsfontosságú elemei voltak. Az amerikai haditengerészetnek szüksége volt repülőtereire, ahonnan elérhető volt Palau, a Fülöp-szigetek, Formosa és Kína. A flotta tervezői abban is bíztak, hogy a Marianák elleni merész támadás csatára készteti majd a japán hajóhadat, amely az amerikaiak által uralt vizektől messze bujkált. A hadsereg pedig arra akarta használni a szigeteket, hogy az új nagy hatótávolságú B–29 Superfortress bombázókkal magát Japánt támadja. A hadműveleti terv Saipan és a közeli Tinian lerohanását, valamint Guam visszafoglalását írta elő.
A sziget nagysága és a védők száma miatt az amerikaiaknak jóval nagyobb erőt kellett felvonultatniuk, mint a korábbi kétéltű inváziókban. A támadók főparancsnoka Raymond A. Spruance admirális volt, a kétéltű egységek élén pedig Holland M. Smith altábornagy állt.
A tervek szerint Saipan nyugati oldalán a 2. és a 4. Tengerészgyalogos Hadosztálynak kell partra szállnia. Mindkét hadosztály veterán volt, a 2. katonái Guadalcanalnál és Tarawán, míg a 4-é Roi-Namuron harcoltak. A 27. Gyaloghadosztály tartalékban marad, készen arra, hogy szükség esetén bekapcsolódjon a harcokba. A három alakulatot a Hawaii-szigeteken készítették fel az invázióra. A 4. hadosztály parancsnoka Harry Schmidt vezérőrnagy, a 2. hadosztályé Thomas E. Watson vezérőrnagy, míg a 27-eseké Ralph C. Smith vezérőrnagy volt.
A Mariana-szigetek ellen induló flotta 535 hajóból állt, fedélzetükön  127 ezer 571-en készültek a csatákra. Az armada Pearl Harbornál gyülekezett, majd a lassabb egységek 1944. május 25-én elindultak a Mariana-szigetek felé.

## A sziget és védelme
A sziget japán területe volt az első világháború vége óta, ugyanis a versailles-i békeszerződések Tokiónak ítélték. Saipanról a japánok kizárták az idegeneket, és már 1934-ben katonai és infrastrukturális beruházásokba kezdtek, és kiterjedt úthálózatot és keskeny nyomtávú vasútvonalat építettek. A sziget adminisztrációs központja a 10 ezres lélekszámú Garapan, legfontosabb kikötője pedig Tanapag volt, amely egy korallzátonyoktól védett horgonyzóhely volt a várostól északra. A kikötő vize 6-15 méter mély volt, és a japánok kikotortak egy hozzá vezető csatornát, valamint építettek egy 210 méter hosszú mólót.
A sziget déli végén az 1930-as évek óta működött repülőtér, amely fontos összekötőkapocs volt Japán és Truk között. A támadás idején egy 1335 méter hosszú kifutópálya készült Marpi Pointnál, Saipan északi végén is. Charan Kanoánál volt egy 1180 méter hosszú pálya, de azt az uralkodó szélviszonyok miatt csak könnyű gépek használhatták.
Saipan esetében az amerikaiak új problémával találkoztak: az eddigi kicsi, lapos korallszigetek után egy 185 négyzetkilométeres, változatos topográfiájú területet kellett elfoglalniuk. A sziget hetven százalékát cukornádföldek borították. Nagyjából Saipan közepén a csaknem 500 méter magas Tapotchau-hegy emelkedett, míg Saipan déli végén 60-90 méteres tengerszint feletti magasságban húzódó síkságok terültek el. A sziget helyenként ingoványos volt.

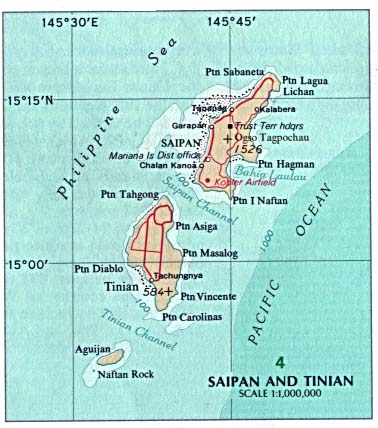
Saipan és a mellette elterülő Tinian

A 8 kilométer széles és 29 kilométer hosszú Saipanon a japánok masszív erődítményeket építettek. A parti létesítményeket az amerikaiak szerencséjére nem sikerült befejezniük, de így is kiépült pár tucat betonépület és bunker. A védelem erősítésére nyolc 152 milliméteres, kilenc 140 milliméteres és nyolc 120 milliméteres ágyú, valamint négy 200 milliméteres aknavető érkezett a szigetre, de a japánoknak nem maradt ideje valamennyit beüzemelni. Ugyanígy nem tudták felhasználni a hajók elleni aknákat és a sok tekercs szögesdrótot sem. Az amerikai tengeralattjáró-blokád miatt sok építőanyag meg sem érkezett Saipanra.
Az amerikaiak úgy becsülték, hogy 15-20 ezer japán védi a szigetet. Ez súlyos tévedés volt, mivel nagyjából harmincezer japán katona gyűlt össze a szigeten. A japánok még májusban Saipanra vezényelték a 43. gyalogoshadosztályt, amelyet két konvoj szállított új állomáshelyére. Az első incidens nélkül megérkezett, a másodikat azonban folyamatosan támadták az amerikai tengeralattjárók, és a hét szállítóhajóból ötöt elsüllyesztettek 1945 június 4-6. között. A 118-as ezred 858 embert, és szinte az összes felszerelését elvesztette. A védelmet Josicugo Szaito vezérőrnagy irányította. A szigeten nagyjából 20 ezer japán civil, valamint négyezer bennszülött is élt.
Holland Smith tábornok, utalva az inváziós erőkre váró nehézségekre az egyik utolsó eligazításon így fogalmazott: „Megtanultuk, hogyan zúzzuk szét az atollokat, de most olyan hegyek és barlangok ellen készülünk, ahol a japcsik beáshatják magukat. Egy hét múlva sok halott tengerészgyalogos lesz.”

## Az invázió

### A védők puhítása

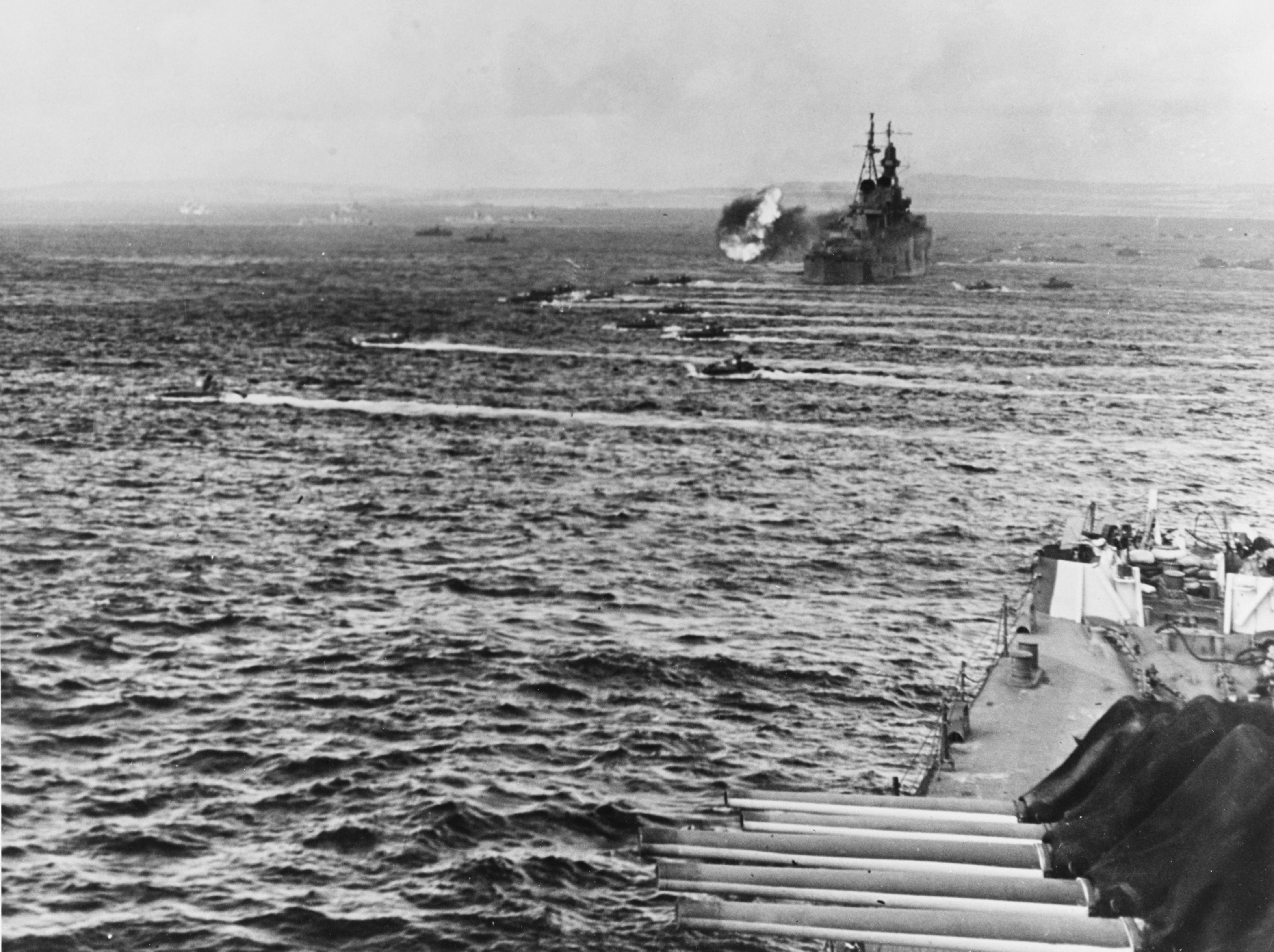
Kétéltű járművek haladnak a part felé

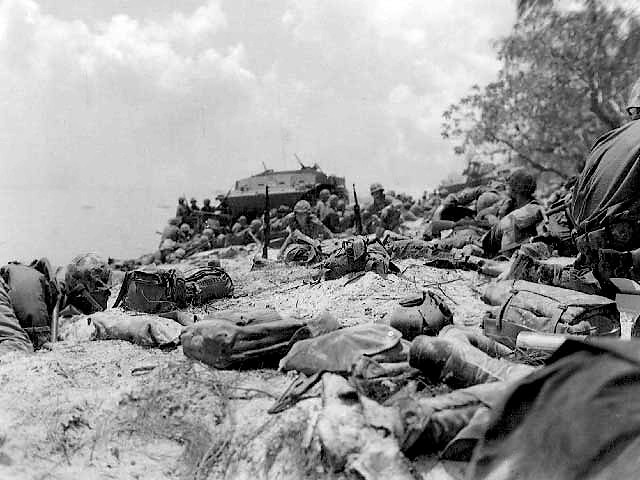
A vörös part

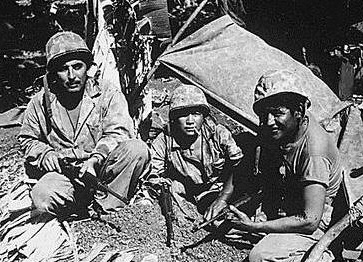
Navahó rejtjelezők

Június 11-én az 58-as haditengerészeti egység, amely hét repülőgép-hordozóból, nyolc könnyű anyahajóból, hét gyors csatahajóból, három nehézcirkálóból, tíz könnyűcirkálóból és ötvenkét rombolóból állt, megkezdte a csapásmérést a hatótávolságukon belüli japán alakulatokra. A becslések szerint az akció előtt a japán légierő 250 gépe volt a közelben, de kevesebb, mint tíz nap alatt 215 megsemmisült. Az amerikaiak tizenkét gépet vesztettek.
Az amerikai armada ezután a partraszállásra kijelölt területeket kezdte ágyúzni és bombázni. Június 14-én a parti erődítményeket hét csatahajó, tizenegy cirkáló, huszonhat romboló lőtte, köztük a Pearl Harbor-i japán légitámadást túlélő California, Pennsylvania, Maryland és Tennessee. A hajók mintegy 2432 406 milliméteres, 12 ezer 544 127 milliméteres lövedéket lőttek Saipanra. A heves támadások a japánok morálját nem törték meg, és relatíve kevés kárt okoztak a sziget védelmi rendszerében, mivel a tüzérek gyakorlatlanok voltak a szigetek ágyúzásában, ráadásul a sekély víz miatt nagyjából három kilométerről tüzeltek. A légifedezetet 169 repülőgép biztosította. Éjszakánként búvárok keresték a víz alatti akadályokat és aknákat, de nem találtak. , viszont Saipan és a közeli szigetek valamennyi japán gépét megsemmisítették.

### Partraszállás
Június 15-én reggel hat órakor Tanapagnál a tengerészgyalogosok elterelő partraszállást hajtottak végre, de nem sikerült a fő támadásra kijelölt partszakasz japán védőit elcsalogatniuk. Hét óra után megindult a valódi akció a Charan Kanoa közeli part ellen, amikor 34 partra szállító hajó (angol rövidítése szerint LST) horgonyzott le a parttól nagyjából egy kilométerre, és megkezdte a kétéltű járművek kibocsátását. Összességében 719 egység indult útnak. Fél órával tervezett partot érésük előtt a hajók ismét tüzet nyitottak, és megkezdték a bombázást a repülőgép-hordozókról érkező gépek is. A parton négy, kódnevükön Sárga, Kék, Vörös és Zöld, szakaszt jelöltek ki. A mintegy hat kilométeres partszakaszt megosztották a 2. és a 4. Tengerészgyalogos Hadosztály között, amelynek katonái több hullámban követték egymást.
Az első hullámban a 75 milliméteres gépágyúkkal felszerelt lánctalpas járművek (LVT) értek partot, és tüzet nyitottak. Hozzájuk csatlakoztak a könnyű motoros hajók, amelyek gépágyúval és rakétákkal lőtték a partot. A járművek nehezen birkóztak meg a korallzátonyokkal, és a japán tűzben több találatot kapott, és elsüllyedt. Az első húsz percben nyolcezer amerikai ért partot. A parton hatalmas zavar alakult ki, mert a katonák nem tudtak tovább nyomulni a heves tűzben. A csapatok és eszközök feltorlódtak, miközben a védők folyamatosan lőtték őket.
A zavart növelte, hogy az erős áramlásban több egység a kijelölt szakasztól jóval távolabb ért partot, és emiatt a második és negyedik hadosztály között több száz méter széles rés nyílt. A parton sok amerikai katona halt vagy sebesült meg. Néhány órán belül mind a négy zászlóaljparancsnok megsebesült. A második hadosztály vesztesége estig elérte az 1500-at. Késő délután már húszezer tengerészgyalogos harcolt a parton, de estig csak a kitűzött célok felét sikerült elérni. Este már húszezer amerikai katona harcolt Saipanon.
A D-nap éjszakáján a japánok beszivárogtak az amerikai vonalak közé, és heves tűzharcok alakultak ki több helyen. Szaito tábornok üzenetet küldött Tokiónak, jelezve,  ellentámadásra készül, hogy „egyetlen csapással megsemmisítse az ellenséget” A fő ellentámadás a part baloldalát védő tengerészgyalogosok ellen irányult. A Garapan felől érkező kétezer japán katona és 36 könnyű tank támadt a hevenyészett lőállásokkal megerősített amerikai vonalakra este tízkor, de a tengerészgyalogosok, a hajókról kilőtt világító rakéták fényében, visszaverték őket. A támadók közül hétszáz elesett.

## Az első napok harcai
A partraszállást követő két napon az amerikaiak lassan, de folyamatosan nyomultak a sziget belseje felé, egyenként küzdve le a bunkereket, álcázott lőállásokat. A 2. hadosztály 6. ezrede a Tipo Pali-hegy, 2. ezrede északra, Garapan felé, 8. ezrede pedig keleti irányba, a Susupe-tó környéki mocsarak felé tört előre. A két hadosztály közötti rést kitöltötték. Június 16-án éjszaka a japánok támadást indítottak a 6. ezred ellen gyalogsággal és 44 harckocsival. A tankok közül 24-et kilőttek az amerikaiak. Hasonló támadás érte a 4. hadosztály szélső alakulatát, a Susupe-ingoványnál.

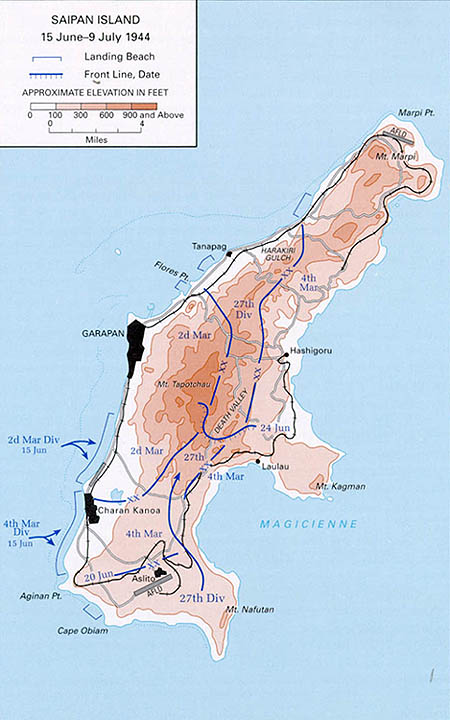
A kék nyilak az amerikaiak haladási irányát, a fekete vonalak a front helyzetének változását jelölik

Holland Smith június 17-én erősítésként partra vezényelte a 27. gyaloghadosztály 165. ezredét. A tengerészgyalogosok és a gyalogosok elérték az Aslito repülőtér északi részét. Nem ütköztek ellenállásba, és másnapra ellenőrzésük alá vonták a létesítmény. A 4. és a 2. hadosztály között ismét rés nyílt a Fina Susus-hegy közelében. Estére a hídfő területét kétszeresére növelték az amerikaiak. A tüzérségi tűz túlnyomó többségét a sziget felett köröző tűzvezető repülők irányították. Spruance admirális egy közeledő japán hajóegység ellen indította gyors hordozóit, a szállító- és egyéb ellátóhajókat, pedig visszavonta a sziget közeléből a nyílt tengerre. Eddigre már 33 ezer tonna hadi- és egyéb anyagot szállítottak partra.
Június 18-án a 4. hadosztály és három gyalogezred 10.40-kor támadásba lendült, és három órás harccal átverekedte magát a sziget keleti partjára. Ezzel az amerikaiak kettévágták a japán erőket. A Susupe-tónál a japánok heves aknavető- és gépfegyvertűzzel fogadták a 23. ezredet, és súlyos veszteségeket okoztak. Éjszaka a 24. ezredet harckocsikkal megerősített gyalogostámadás érte, de sikerült visszaverniük. Az amerikaiak vesztesége elérte az ötezret.
Éjszaka japán repülők érkeztek Trukról és Yapról, és sikerült megrongálniuk két partraszálló hajót, valamint a Fanshaw Bay kísérő anyahajót, amelynek vissza kellett térnie javításra Eniwetokra. A japánok három repülőt vesztettek, az amerikaiak viszont hatot egy landolási balesetben. Szaito belátta, hogy nem lesz képes visszaszorítani az amerikaiakat a tengerbe, ezért a katonái visszavonultak.
Ennek köszönhetően a tengerészgyalogosok megtisztíthatták a sziget déli területének nagy részét.
Június 19-20-án a japán és az amerikai haditengerészeti erők összecsaptak a Filippínó-tengeri csatában. A japánok katasztrofális vereséget szenvedtek, 430 repülőjükből 330-at, valamint számos hadihajót elveszítettek. Az ütközet a Mariana-szigeteki nagy pulykalövészet elnevezéssel vonult be az amerikai történelembe. Ezzel Saipan védőinek az utolsó reménye is elszállt arra vonatkozóan, hogy erősítés érkezik a szigetre. Az amerikai szállítóhajók visszatértek a szigethez, és folytatták rakományuk kipakolását.
Június 19. és 22. között az amerikaiak folytatták az északi előrenyomulást, és beleütköztek a japánok nyugat-keleti irányú fő védelmi vonalába. Nehezítette az előrenyomulást, hogy megváltozott a terep, egyre több dombot és magaslatot kell elfoglalni, amelyeket szurdokok szabdaltak, és számos barlangnak adtak otthont, amelyben a japán katonák elrejtőzhettek. Június 22-én 18 tüzérzászlóalj nyitott tüzet a japán állásokra, és a tengerészgyalogosok a teljes fronton támadásba lendültek.
A 6. ezred katonái lerohanták a Tipo Pali-hegy egyes részeit, míg a 8. ezred a Tapotchau-hegy rendkívül nehéz és jól védett terepén araszoltak előre. A tengerészgyalogosok a front jobb szárnyán elérték a Magicienne-öblöt, ahol a védők a barlangrendszerekben rejtőztek el. Június 22-én megérkeztek az első P–47 Thunderboltok az Aslito reptérre, és a nap folyamán végrehajtották első támadásukat a védők ellen.

## A sziget elfoglalása

### A Tapotchau-hegy

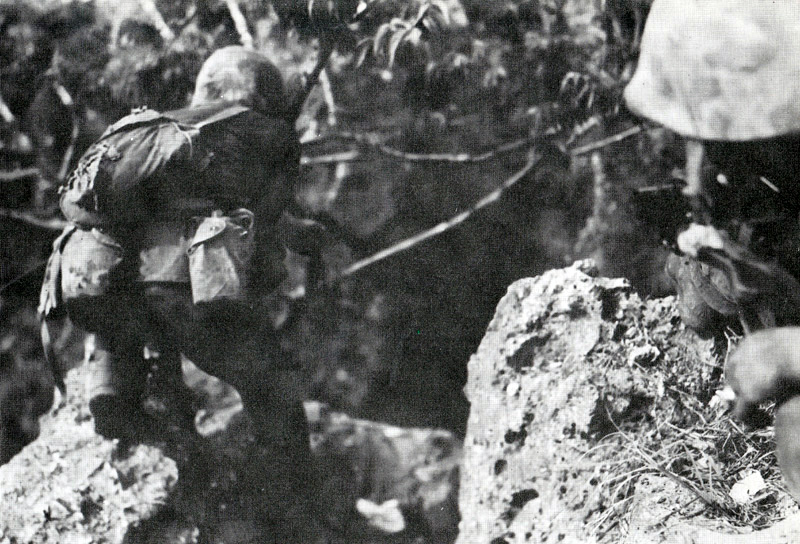
Előrenyomuló tengerészgyalogosok

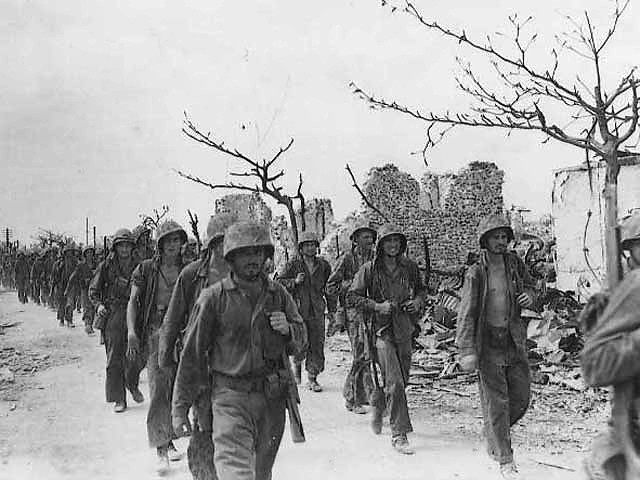
Tengerészgyalogosok Garapan romjai között

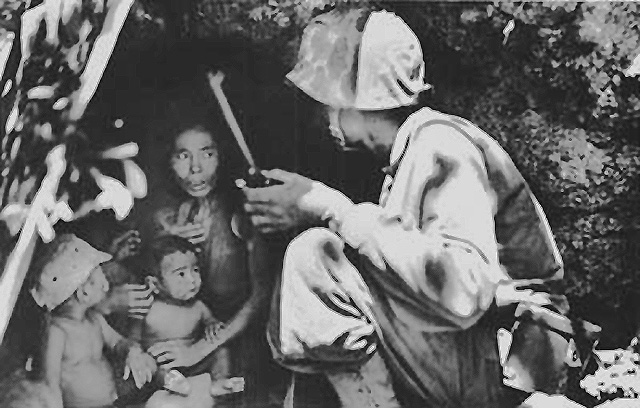
Amerikai katona helyi lakosokkal

Az amerikai előrenyomulás nagyon lassan haladt a Tapotchau-hegyen, mivel a meredek lejtők kiváló rálátást biztosítottak a japánoknak az alattuk mozgó amerikaiakra. Az utászok helyrehozták az Aslito repteret és Isely Fieldnek nevezték el. Az első repülők, egy P–47 Thunderbolt és egy P–61 Black Widow június 22-én szállt le. Ugyanezen a napon egy japán repülő torpedóval megrongálta a Marylandet.
Holland Smith elégedetlen volt az előrenyomulással, és leváltotta hadosztályparancsnoki posztjáról Ralph Smith vezérőrnagyot. A helyét Sanderford Jarman vezérőrnagy vette át június 24-én. Másnap éjszaka a 4. zászlóaljnak sikerült elfoglalnia a Kagman-félsziget túlnyomó többségét, a tengerészgyalogosok pedig felszámolták a Bíbor Szív-hágó és a Halál-völgye utolsó ellenálló gócait, és június 26-ára bevették a Tapotchau-hegy területének túlnyomó többségét.
Június 27-én mintegy 500 japán katona, akit korábban bekerítettek a sziget déli végén, átjutott a 27-esek vonalán. Megrohanták a repülőteret, majd északra, Szaito parancsnoki állása felé fordultak, de nem érték el, mert a 14. és 25. tengerészgyalogos ezredbe ütköztek, akik 33 amerikai élete árán megállították őket. A 2. hadosztály végül elérte Tapotchau-hegy csúcsát.
Július 1-jén a saipani invázió utolsó szakaszába lépett. A 2. hadosztály három nap harc után, július 4-én elfoglalta a rommá lőtt Garapant és a Tanapag kikötőt. A megmaradt japán csapatok egyre kisebb területre szorultak. Az öngyilkos rohamok miatt aggódó Holland Smith július 2-án felkereste a 27-eseket, hogy személyesen figyelmeztesse őket egy ilyen akció lehetőségére.

### Öngyilkosságok
A július 7-ére virradó éjszaka Szaito banzai rohamra adott parancsot a megmaradt katonáknak, arra kérve őket, legalább hét amerikait gyilkoljanak meg fejenként, majd rituális szeppukut követett el. Öngyilkos lett Nagumo Csúicsi admirális is. A Tanapag síkon a kora reggeli órákban megindult a roham a 105. ezred állásai ellen. Az amerikaiakat Smith figyelmeztetése ellenére is készületlenül érte a támadás. A japánok többségének nem volt lőszere, így kardokkal, bambuszból és bajonettekből készített lándzsákkal támadtak az amerikaiakra, akik gépfegyvereikkel lekaszálták őket.  A csata egyik résztvevője, Alfred Mailloux egy 2014-es interjúban azt mondta, hogy az ezredéből 406 katona meghalt, 516 megsebesült, míg a japánok közül 4300 esett el. A halottakat másnap buldózerekkel temették tömegsírba. A szigetet védő harmincezer katonából alig kilencszáz maradt életben. Két amerikai katona, William J. O’Brien alezredes és Thomas A. Baker őrmester posztumusz Medal of Honor kitüntetést kapott hősiességéért. Az öngyilkos rohammal vége lett a szervezett ellenállásnak Saipanon, bár kisebb japán csoportok még maradtak. Őket augusztus 10-éig számolták fel.
A hegyek barlangjaiban több ezer civil és kevés katona keresett menedéket. Az amerikaiak hiába szólították fel őket hangosbeszélőkön japánul, hogy adják meg magukat, nem engedelmeskedtek, sokan inkább öngyilkosok lettek. Július 9-én tömeges öngyilkosság történt a  Morubi-szikláknál, ahonnan a rémült emberek levetették magukat. Saipanon összesen ötvenezer japán katona és civil halt meg. Az amerikaiak közül háromezer meghalt, 13 ezer megsebesült.